# بلو كانتريل
بلو كانتريل (بالإنجليزية: Blu Cantrell) (اسمها الحقيقي تيفاني كوب؛ 16 مارس 1976)، هي مغنية مؤلفة للنوع الموسيقي آر أند بي والسول أمريكية.
أصدرت أول أغنية لها سنة 2001 باسم هيت إم آب ستايل (أوبس!) (Hit 'Em Up Style (Oops!)) وحصلت على المركز الثاني في بيلبورد هوت 100 في الولايات المتحدة والمركز الأول في ماينستريم توب 40 وترشحت بها لجائزة غرامي. سنة 2003، أصدرت كانتريل ثاني ألبوم لها باسم حلو ومر (Bittersweet) الذي يضم أغنية بريذ (بمشاركة شون بول) التي حققت نجاحا عالميا سنة 2003 حاصلة على المركز الأول في أفضل 100 أغنية أوروبية وتصنيف الأغاني المنفردة المملكة المتحدة لأربع أسابيع متتالية، ومن ضمن أفضل 10 أغاني في العالم.

## طفولتها
انفصلا والدا كانتريل عندما كانت طفلة، وانتقلت للعيش مع والدتها هي وإخوانها الخمسة: آدم، تينو، نيك، كيلي وسامر.

## ديسكوغرافيا

### الألبومات
| العنوان                     | السنة | المراكز | المراكز | المراكز | المراكز | المراكز | الشهادات    |
| العنوان                     | السنة | [ 6 ]   | [ 7 ]   | [ 8 ]   | [ 9 ]   | [ 10 ]  | الشهادات    |
| --------------------------- | ----- | ------- | ------- | ------- | ------- | ------- | ----------- |
| "So Blu" (سو بلو)           | 2001  | —       | —       | —       | —       | 8       | RIAA: الذهب |
| "Bittersweet" (حلو ومر)     | 2003  | 20      | 91      | 71      | 82      | 37      |             |
| "—" تدل على عم توفر معطيات. |       |         |         |         |         |         |             |

### الأغاني المنفردة
| العنوان                                              | السنة | المراكز | المراكز | المراكز | المراكز | المراكز | المراكز | المراكز | المراكز | المراكز | الشهادات    |
| العنوان                                              | السنة | [ 12 ]  | [ 13 ]  | [ 14 ]  | [ 15 ]  | [ 16 ]  | [ 17 ]  | [ 8 ]   | [ 9 ]   | [ 18 ]  | الشهادات    |
| ---------------------------------------------------- | ----- | ------- | ------- | ------- | ------- | ------- | ------- | ------- | ------- | ------- | ----------- |
| "Hit 'Em Up Style (Oops!)" (هيت إم آب ستايل (أوبس!)) | 2001  | 3       | 46      | 37      | 35      | 12      | 60      | 10      | 77      | 2       | ARIA: الذهب |
| "I'll Find a Way" (سأجد طريقا)                       | 2001  | —       | —       | —       | —       | —       | —       | —       | —       | —       |             |
| "Till I'm Gone" (لقد ذهبت)                           | 2002  | —       | —       | —       | —       | —       | —       | —       | —       | —       |             |
| "Breathe" (بريذ)                                     | 2003  | 8       | 15      | 1       | 14      | 1       | 7       | 4       | 5       | 41      |             |
| "Make Me Wanna Scream" (يجعلي أريد الصراخ)           | 2004  | 62      | —       | 33      | —       | 24      | 58      | —       | 60      | —       |             |
| "—" تدل على عم توفر معطيات.                          |       |         |         |         |         |         |         |         |         |         |             |